# Грей, Яков Дмитриевич
Яков Дмитриевич Грей (настоящая фамилия — Грейцер) (19 августа 1916, Петроград, Российская империя — ????) — советский поэт, драматург, сценарист.

## Биография
Родился 19 августа 1916 года в Петрограде в семье писателя Грейцера Дмитрия Яковлевича (1884 — после 1948). Настоящая фамилия — Грейцер, впоследствии взял псевдоним Грей.
С 1930 по 1935 год учился на актёрском отделении училища при Ленинградском ТЮЗе. 13 ноября 1939 года в связи с началом Великой Отечественной войны был призван Фрунзенским РВК. Служил в звании красноармейца. 22 января 1946 года демобилизован. 
После возвращения домой начал заниматься сценарным искусством и написал ряд сценариев для кинематографа. Помимо этого написал книгу и писал стихи для песен дуэта А. И. Шурова и Н. Н. Рыкулина. Дальнейшая судьба неизвестна.

## Творчество

### Сценарии
- 1963 — Проверьте ваши часы[1]
- 1964 — Дело №[1]

### Книги
- 1966 — Внуки Деда Мороза[1][8]

### Стихи песен
- Выборгская сторона[9]
- Чайная[9]
- Солдатская душа[9]
- Музыкальные пародии[9]
- Главсметана[6][9]
- Манечка[6][9]
- Рассеянный[9]
- 1957 — стихи песен в киноплакате «Наше солнце»[5][10]

## Награды
- Медаль «За победу над Германией в Великой Отечественной войне 1941—1945 гг.» (09.05.1945)
- Медаль «За боевые заслуги» (25.05.1945)
- Орден Красной Звезды (25.06.1945)